# 第51回全国高等学校野球選手権大会決勝
第51回全国高等学校野球選手権大会決勝（だい51かいぜんこくこうとうがっこうやきゅうせんしゅけんたいかいけっしょう）は、1969年8月18日と8月19日に阪神甲子園球場で行われた、北四国代表・松山商（愛媛）と北奥羽代表・三沢（青森）による第51回全国高等学校野球選手権大会の決勝戦である。決勝戦初の引き分けとなった18日の試合は4時間16分におよび、特に延長15回裏の三沢の猛攻に対し、サヨナラ負けの再三のピンチを松山商が紙一重でしのぐという攻防が展開し、全国の視聴者を釘づけにした。

## 試合経過
8月18日
|        | 1 | 2 | 3 | 4 | 5 | 6 | 7 | 8 | 9 | 10 | 11 | 12 | 13 | 14 | 15 | 16 | 17 | 18 | R | H  | E |
| ------ | - | - | - | - | - | - | - | - | - | -- | -- | -- | -- | -- | -- | -- | -- | -- | - | -- | - |
| 松山商 | 0 | 0 | 0 | 0 | 0 | 0 | 0 | 0 | 0 | 0  | 0  | 0  | 0  | 0  | 0  | 0  | 0  | 0  | 0 | 12 | 2 |
| 三沢   | 0 | 0 | 0 | 0 | 0 | 0 | 0 | 0 | 0 | 0  | 0  | 0  | 0  | 0  | 0  | 0  | 0  | 0  | 0 | 10 | 0 |

1. （延長18回・大会規定により引き分け）
2. 松：井上（18回）
3. 三：太田（18回）
4. 審判
［球審］郷司
［塁審］小西・三宅・山川
5. 試合時間：4時間16分

| 松山商 | 松山商 | 松山商            |
| 打順   | 守備   | 選手              |
| ------ | ------ | ----------------- |
| 1      | [捕]   | 大森光生（3年）   |
| 2      | [二]   | 福永純一（3年）   |
| 3      | [遊]   | 樋野和寿（3年）   |
| 4      | [三]   | 谷岡潔（3年）     |
| 5      | [左]   | 久保田俊郎（3年） |
| 6      | [投]   | 井上明（3年）     |
| 7      | [一]   | 西本正夫（3年）   |
| 8      | [右]   | 平岡孝史（3年）   |
| 9      | [中]   | 田中茂（3年）     |

| 三沢 | 三沢 | 三沢                |
| 打順 | 守備 | 選手                |
| ---- | ---- | ------------------- |
| 1    | [遊] | 八重沢憲一（3年）   |
| 2    | [捕] | 小比類巻英秋（3年） |
| 3    | [投] | 太田幸司（3年）     |
| 4    | [三] | 桃井久男（3年）     |
| 5    | [一] | 菊池弘義（3年）     |
| 6    | [中] | 高田邦彦（3年）     |
| 7    | [右] | 谷川義彦（3年）     |
| 8    | [二] | 滝上哲（2年）       |
| 9    | [左] | 立花五雄（3年）     |

速球派の太田幸司と制球力重視の井上明の投げ合いとなり、0-0のまま延長に突入。
延長15回、三沢が一死満塁のチャンスを迎える。9番打者立花に対し井上はスクイズプレイを警戒し3球連続でボールを出しカウント0-3となり、押し出し寸前となる。これに投じた4球目はストライク。5球目は山なりの投球の為に低めに外れそうで微妙だったが、振る気の無い打者に捕手大森はとっさに少し前に出て捕球。立花は歩きかけたが、郷司球審の判定はストライクでフルカウント。6球目は投手横にワンバウンドで打球が飛ぶ。井上はボールに飛びついたが弾く。だが、ライナーに見えたため三塁走者菊池の飛び出しが遅れ、ショート樋野が冷静に本塁へ転送し三塁走者は本塁フォースアウト。次打者はセンターフライで松山商がしのぎ0点に抑える。
続く延長16回も同様の1死満塁の展開になるも、スリーバントスクイズ失敗で併殺に終わり無得点。両チーム無得点のまま延長18回引き分け、翌日に再試合となった。

### 再試合
8月19日
|        | 1 | 2 | 3 | 4 | 5 | 6 | 7 | 8 | 9 | R | H | E |
| ------ | - | - | - | - | - | - | - | - | - | - | - | - |
| 松山商 | 2 | 0 | 0 | 0 | 0 | 2 | 0 | 0 | 0 | 4 | 9 | 1 |
| 三沢   | 1 | 0 | 0 | 0 | 0 | 0 | 1 | 0 | 0 | 2 | 4 | 1 |

1. 松：井上（0回2/3）、中村（5回2/3）、井上（0回2/3）、中村（2回）
2. 三：太田（9回）
3. 本塁打
松：樋野（1回・2ラン）
4. 審判
［球審］郷司
［塁審］小西・三宅・山川
5. 試合時間：2時間6分

| 松山商 | 松山商     | 松山商            |
| 打順   | 守備       | 選手              |
| ------ | ---------- | ----------------- |
| 1      | [捕]       | 大森光生（3年）   |
| 2      | [二]       | 福永純一（3年）   |
| 3      | [遊]       | 樋野和寿（3年）   |
| 4      | [三]       | 谷岡潔（3年）     |
| 5      | [左]       | 久保田俊郎（3年） |
| 6      | [投]右投右 | 井上明（3年）     |
| 7      | [一]       | 西本正夫（3年）   |
| 8      | [右]       | 平岡孝史（2年）   |
|        | 投右投     | 中村哲（3年）     |
| 9      | [中]       | 田中茂（3年）     |

| 三沢 | 三沢 | 三沢                |
| 打順 | 守備 | 選手                |
| ---- | ---- | ------------------- |
| 1    | [遊] | 八重沢憲一（3年）   |
| 2    | [捕] | 小比類巻英秋（3年） |
| 3    | [投] | 太田幸司（3年）     |
| 4    | [三] | 桃井久男（3年）     |
| 5    | [一] | 菊池弘義（3年）     |
| 6    | [中] | 高田邦彦（3年）     |
| 7    | [右] | 谷川義彦（3年）     |
|      | 打   | 河村真（3年）       |
| 8    | [二] | 滝上哲（2年）       |
| 9    | [左] | 立花五雄（3年）     |

疲労の目立つ太田は初回樋野に2点本塁打を打たれた。松山商は疲れのある井上を休ませ中村を救援させ、松山商の優勝。

## 投手成績
| 試合日  | 校名   | 投手     | 投球回 | 打者 | 投球数 | 被安打 | 奪三振 | 与四死 | 自責点 |
| ------- | ------ | -------- | ------ | ---- | ------ | ------ | ------ | ------ | ------ |
| 8月18日 | 松山商 | 井上明   | 18     | 67   | 232    | 10     | 10     | 6      | 0      |
| 8月18日 | 三沢   | 太田幸司 | 18     | 71   | 262    | 12     | 13     | 7      | 0      |
| 試合日  | 校名   | 投手     | 投球回 | 打者 | 投球数 | 被安打 | 奪三振 | 与四死 | 自責点 |
| 8月19日 | 松山商 | 井上明   | 0.2    | 5    | 19     | 2      | 0      | 0      | 1      |
| 8月19日 | 松山商 | 中村哲   | 5.2    | 21   | 85     | 2      | 4      | 3      | 1      |
| 8月19日 | 松山商 | 井上明   | 0.2    | 2    | 6      | 0      | 0      | 0      | 0      |
| 8月19日 | 松山商 | 中村哲   | 2      | 6    | 23     | 0      | 2      | 0      | 0      |
| 8月19日 | 三沢   | 太田幸司 | 9      | 35   | 122    | 9      | 8      | 1      | 3      |

## 疑惑の判定
延長15回裏のカウント1-3からの5球目は誤審ではないかとの認識が試合中から存在。さらには試合後優勝した松山商の監督と球審を務めた審判が同じ明治大学野球部の先輩後輩の間柄だったことから球審が松山商に有利な判定を下したのではとの疑惑も存在し、一部では両者の出身大学をもじって「明大ストライク事件」と呼ばれている。当時、産経新聞の記者だった片岡宏雄はコラムの中で両者の間柄に触れ「誤解を招くような審判構成はあらかじめ避けるべきではないか」と綴っている。実際、審判は都道府県の高野連から推薦され出場しているため日本高野連は審判団が中立に判定できるようにと審判の出身高校や出身都道府県の高校の試合には出場できないようにルールで定められている。しかし、出身大学や先輩後輩などの関係についてはルールで定められていない。
ただ、その試合で捕手を務めた大森光生は「あのボールは、少なくても自分のミットに入った時点では間違いなくストライク。」と主張している。その一方で「どうせならストライクに判定してもらえる可能性を最大限に広げたくて、ミットをど真ん中に構えて、キャッチャーボックスの一番前、ほとんど線上にしゃがんで、ミットをベース上に差し出した。そして、意識して体を傾けて、球審に見やすいようにしたのがよかったと思う。でも、これだけ思い切ったことができたのは、打者に全く打つ気が感じられなかったから。打者が打ってきたら間違いなく打撃妨害になっていただろう。」と振り返っている。

## その後
引き分けの決まった時、街頭テレビでそれを見届けたひとりの男性のこぼした言葉が、この試合を象徴するものとして報じられた――「良かった、どっちも負けなかったんだな」
- 36個0を並べた名勝負
- 半分に分けれぬものか優勝旗

などの川柳が、この試合について詠まれた。三沢ナインは5人が幼少から同じチームで野球を始め、駐留米軍の子弟相手に練習試合を行い力をつけていた。三沢高校ではこの試合を顕彰する記念碑を建てることになったが、この碑に野球部員たちの名を刻むことには、当時の校長が反対した。「それでは、あの延長18回の、という重荷をこれからずっと彼らに負わせてしまうことになる」という判断からだった。三沢高校の校庭に建つ同碑には、詩人サトウ・ハチローによる三沢ナインをたたえる詩が刻まれているが、当時のナインの名前は入っていない。
1994年7月17日に当時のメンバー(松山商業9人、三沢7人)が驚きももの木20世紀の収録のため甲子園を訪れ、25年ぶりに再会を果たした。両校のメンバーが対面するのは1969年の決勝戦引き分け再試合以来これが初めてであった。この模様は同年8月12日に放送された。
1999年11月6日に当時のメンバー達が甲子園に集まり試合を行った。結果は13-8で松山商OBが勝利した。
この試合を記録したスコアブックが2007年末に松山商業高校内で発見された。翌年2月5日より坊っちゃんスタジアム内にある野球歴史資料館「の·ボールミュージアム」で展示されている。
2012年は東奥義塾高OBの陸羯南と松山市出身の俳人正岡子規に親交があった縁、そして同校創立140周年を記念し、6月3日に両校の現役野球部員の対戦が弘前運動公園野球場で実現した。結果は9-3で松山商が勝利した。
当時の試合の本放送（カラー放送）は映像が現存していないが、2014年、両試合を実況したNHKの羽佐間正雄アナウンサーにより、モノクロの家庭用ビデオで収録された両試合のすべての映像テープがNHKへ提供された。なお、再試合での松山商の優勝を伝えるニュース画像は、鮮明なカラーのニュース取材用フィルム映像で現存している。

## 参考資料
- ホームラン　2016年9月号臨時増刊、歴代春夏甲子園メンバー表大全集　9ページ、111ページ　廣済堂出版